# Kleistova cena
Kleistova cena (něm. Kleist-Preis) je německé literární ocenění pojmenované podle Heinricha von Kleista. Poprvé byla cena udělena roku 1912 a dlouhá léta platila za nejvýznamnější literární ocenění výmarské republiky. Po nástupu nacistů k moci byla cena zrušena. Zvláštností této ceny bylo, že laureátku či laureáta nevybírala odborná porota, ale vždy pouze jeden vybraný jedinec.

## Nositelé původního ocenění
| Rok  | Laureát/ka               | Oceněné dílo                                                                          | Zodpovědná osoba    |
| ---- | ------------------------ | ------------------------------------------------------------------------------------- | ------------------- |
| 1912 | Hermann Burte            | Wiltfeber                                                                             | Richard Dehmel      |
| 1912 | Reinhard Sorge           | Der Bettler, eine dramatische Sendung                                                 | Richard Dehmel      |
| 1913 | Hermann Essig            | Der Held vom Wald                                                                     | Jakob Schaffner     |
| 1913 | Oskar Loerke             | Wanderschaft                                                                          | Jakob Schaffner     |
| 1914 | Hermann Essig            | Des Kaisers Soldaten                                                                  | Arthur Eloesser     |
| 1914 | Fritz von Unruh          | Louis Ferdinand Prinz von Preußen                                                     | Arthur Eloesser     |
| 1915 | Robert Michel            | Die Häuser an der Džamija                                                             | Paul Wiegler        |
| 1915 | Arnold Zweig             | Ritualmord in Ungarn                                                                  | Paul Wiegler        |
| 1916 | Heinrich Lersch          | Die große Schmiede                                                                    | Karl Strecker       |
| 1916 | Agnes Miegel             | Künstler                                                                              | Karl Strecker       |
| 1917 | Walter Hasenclever       | Antigone                                                                              | Bernhard Kellermann |
| 1918 | Leonhard Frank           | Der Mensch ist gut                                                                    | Heinrich Mann       |
| 1918 | Paul Zech                | An Heinrich von Kleist                                                                | Heinrich Mann       |
| 1919 | Dietzenschmidt           | Christopher (drama) & König Tod (sbírka novel)                                        | Franz Servaes       |
| 1919 | Kurt Heynicke            | Das namenlose Angesicht. Rhythmen aus Zeit und Ewigkeit                               | Franz Servaes       |
| 1920 | Hans Henny Jahnn         | Pastor Ephraim Magnus                                                                 | Oskar Loerke        |
| 1921 | Paul Gurk                | Thomas Münzer                                                                         | Julius Bab          |
| 1922 | Bertolt Brecht           | Trommeln in der Nacht, Baal & Im Dickicht                                             | Herbert Ihering     |
| 1923 | Wilhelm Lehmann          | Weingott                                                                              | Alfred Döblin       |
| 1923 | Robert Musil             | Die Schwärmer                                                                         | Alfred Döblin       |
| 1924 | Ernst Barlach            | Die Sündflut                                                                          | Fritz Strich        |
| 1925 | Carl Zuckmayer           | Der fröhliche Weinberg                                                                | Paul Fechter        |
| 1926 | Alexander Lernet-Holenia | Österreichische Komödie, Ollapotrida & Demetrius                                      | Bernhard Diebold    |
| 1926 | Alfred Neumann           | Der Teufel                                                                            | Bernhard Diebold    |
| 1927 | Gerhard Menzel           | Tobboggan                                                                             | Monty Jacobs        |
| 1927 | Hans Meisel              | Torstenson                                                                            | Monty Jacobs        |
| 1928 | Anna Seghers             | Aufstand der Fischer von St. Barbara (č. Vzpoura rybářů ve Svaté Barbaře) & Grubetsch | Hans Henny Jahnn    |
| 1929 | Alfred Brust             | Die verlorene Erde                                                                    | Wilhelm von Scholz  |
| 1929 | Eduard Reinacher         | Der Bauernzorn                                                                        | Wilhelm von Scholz  |
| 1930 | Reinhard Goering         | Die Südpolexpedition des Kapitäns Scott                                               | Ernst Heilborn      |
| 1931 | Ödön von Horvath         | veškerá dramatická tvorba                                                             | Carl Zuckmayer      |
| 1931 | Erik Reger               | Union der festen Hand                                                                 | Carl Zuckmayer      |
| 1932 | Richard Billinger        | Rauhnacht                                                                             | Erich Ziegel        |
| 1932 | Else Lasker-Schüler      | básnické dílo                                                                         | Erich Ziegel        |

## Obnovená Kleistova cena
Roku 1985 bylo na zasedání Společnosti Heinricha von Kleista (Heinrich-von-Kleist-Gesellschaft) rozhodnuto o opětovném udělování ceny. Taktéž podle nových regulí rozhoduje o laureátovi každoročně jediná zodpovědná osoba. V letech 1994 až 2000 byla cena udělována napřesrok, od té doby je opět udělována každoročně. Peněžní dotace ve výši 20.000 euro je sponzorována Kulturní nadací Deutsche Bank (Kulturstiftung der Deutschen Bank) a mediální skupinou Georg von Holtzbrinck (Verlagsgruppe Georg von Holtzbrinck).

### Nositelé
| Rok  | Laureát/ka               | Oceněné dílo                                                                        | Zodpovědná osoba         |
| ---- | ------------------------ | ----------------------------------------------------------------------------------- | ------------------------ |
| 1985 | Alexander Kluge          | Die Macht der Gefühle                                                               | Helmut Heißenbüttel      |
| 1986 | Diana Kempff             | Der Wanderer                                                                        | Joachim Kaiser           |
| 1987 | Thomas Brasch            | Robert, ich, Fastnacht und die anderen (rozhlasová hra)                             | Christa Wolf             |
| 1988 | Ulrich Horstmann         |                                                                                     | Günter Kunert            |
| 1989 | Ernst Augustin           | Der amerikanische Traum                                                             | Adolf Muschg             |
| 1990 | Heiner Müller            | Hamletmaschine                                                                      | Beatrice von Matt        |
| 1991 | Gaston Salvatore         | Lektionen der Finsternis                                                            | Hans Magnus Enzensberger |
| 1992 | Monika Maron             | Stille Zeile Sechs                                                                  | Marcel Reich-Ranicki     |
| 1993 | Ernst Jandl              | životní dílo                                                                        | Ulrich Weinzierl         |
| 1994 | Herta Müller             | Herztier (č. Srdce bestie)                                                          | Walter Hinck             |
| 1996 | Hans Joachim Schädlich   | Der Kuckuck und die Nachtigall                                                      | Ruth Klüger              |
| 1998 | Dirk von Petersdorff     | Wie es weitergeht & Zeitlösung                                                      | Lars Gustafsson          |
| 2000 | Barbara Honigmann        | Alles, alles Liebe!                                                                 | Luc Bondy                |
| 2001 | Judith Hermann           | Sommerhaus, später (č. Letní dům, později)                                          | Michael Naumann          |
| 2002 | Martin Mosebach          | Eine lange Nacht, Der Nebenfürst & Das Grab der Pulcinellen                         | Brigitte Kronauerová     |
| 2003 | Albert Ostermaier        | Vatersprache                                                                        | Andrea Breth             |
| 2004 | Emine Sevgi Özdamar      | Seltsame Sterne starren zur Erde. Wedding – Pankow 1976/77                          | Hermann Beil             |
| 2005 | Gert Jonke               | Seltsame Sache & Die versunkene Kathedrale                                          | Jürgen Flimm             |
| 2006 | Daniel Kehlmann          | Ich und Kaminski (č. Já a Kaminski) & Die Vermessung der Welt (č. Vyměřování světa) | Uwe Wittstock            |
| 2007 | Wilhelm Genazino         | Mittelmäßiges Heimweh                                                               | Ulrich Matthes           |
| 2008 | Max Goldt                | celé dosavadní dílo                                                                 | Daniel Kehlmann          |
| 2009 | Arnold Stadler           | Einmal auf der Welt. Und dann so                                                    | Péter Esterházy          |
| 2010 | Ferdinand von Schirach   | Verbrechen                                                                          | Bernd Eilert             |
| 2011 | Sibylle Lewitscharoffová | Blumenberg                                                                          | Martin Mosebach          |
| 2012 | Navid Kermani            | celé dosavadní dílo                                                                 | Norbert Lammert          |
| 2013 | Katja Lange-Müller       | celé dosavadní dílo                                                                 | Nike Wagner              |
| 2014 | Marcel Beyer             | celé dosavadní dílo                                                                 | Hortensia Völckers       |
| 2015 | Monika Rinck             | celé dosavadní dílo                                                                 | Heinrich Detering        |
| 2016 | Yōko Tawada              |                                                                                     | Ulrike Ottinger          |
| 2017 | Ralf Rothmann            |                                                                                     | Hanns Zischler           |
| 2018 | Christoph Ransmayr       |                                                                                     | László F. Földényi       |
| 2019 | Ilma Rakusa              |                                                                                     | Joko Tawada              |
| 2020 | Clemens J. Setz          |                                                                                     | Daniela Strigl           |
| 2022 | Esther Kinsky            |                                                                                     | Paul Ingendaay           |
| 2023 | Thomas Kunst             |                                                                                     | Feridun Zaimoglu         |